# Rudolf Filipot
Rudolf Peter Filipot (* 20. März 1919 in Villach; † 4. Oktober 2000) war ein österreichischer Bürgermeister und Landtagsabgeordneter.

## Leben
Rudolf Filipot wurde am 20. März 1919 als eheliches Kind des Bergmannes Karl Filipot (* 14. August 1882 in Scherzboden bei Afritz) und dessen Ehefrau Katharina Steiner (* 7. November 1883 in Glanz bei Mooswald) in Villach geboren und am 31. März 1919 auf den Namen Rudolf Peter getauft. Die Eltern hatten am 13. Juni 1916 in der Pfarrkirche St. Paul ob Ferndorf geheiratet.
Er wuchs bei Onkel und Tante in Matzelsdorf auf, wurde 1928 gefirmt und besuchte bis 12. April 1933 die Volksschule in Döbriach. Anschließend absolvierte er eine Maurerlehre bei der Fa. Eder in Seeboden. Im Jahre 1937 trat er in den Bergbaubetrieb der RADEX auf der Millstätter Alpe ein, wo er schon in jungen Jahren mit den Problemen der Arbeiterschaft vertraut wurde. Vom 1. April 1939 bis 15. November 1939 wurde er zum Reichsarbeitsdienst in Saak und am 4. März 1940 zum Wehrdienst beim 8.G.J.R.139 "Gen.Oberst Dietl" einberufen, wo er im Fronteinsatz die Wirrnisse des Krieges kennen und den Wert der friedlichen Verständigung schätzen lernte. Er ist als Oberjäger, mit zahlreichen Auszeichnungen (Lapplandschild, Eisernes Kreuz 1. Klasse) abgerüstet.
Nach seiner Heimkehr aus dem Krieg am 25. August 1945 arbeitete er ein Jahr als Maurer in Klagenfurt. Ab 1947 war er wieder im Magnesitbergbau auf der Millstätteralpe und später im Magnesitwerk Radenthein beschäftigt. Sein Wissen um die Belange der arbeitenden Menschen beriefen ihn bereits 1947 in den Betriebsrat des Werkes, wo er 1953 zum Obmann des Arbeiterbetriebsrates und des Zentralbetriebsrates gewählt wurde. Als solcher wurde er auf den Posten eines Mitgliedes des Aufsichtsrates der Österreichisch-Amerikanischen Magnesit AG berufen. Er wirkte viele Jahre als Mitglied und Obmann-Stellvertreter der Landesleitung der Gewerkschaft der Metall- und Bergarbeiter, von 1958 bis 1966 als Mitglied und stellvertretender Vorsitzender der Landesexekutive des Österreichischen Gewerkschaftsbundes und von 1953 bis 1966 als Kammerrat in der Kärntner Arbeiterkammer.
Filipot trat 1950 in den Gemeinderat der Marktgemeinde Radenthein ein und begründete mit seiner Wahl zum Bürgermeister im Jahre 1958 den Aufstieg dieses Ortes, dessen Oberhaupt er fast zwanzig Jahre blieb. Das kommunalpolitische Geschick berief den Bürgermeister des damals größten Kärntner Industrieortes 1956 in den Kärntner Landtag.
Nach einem Unfall im Jahr 1997 war Filipot, der 1949 in Radenthein geheiratet hatte, auf den Rollstuhl angewiesen. In der Nacht des 1. Oktober 2000 starb Filipot im Alter von 81 Jahren im Landeskrankenhaus Villach.

## Auszeichnungen und Ehrungen
- Die großen Verdienste Filipots fanden ihre Würdigung darin, dass ihm mit einhelligem Beschluss des Gemeinderates der Marktgemeinde Radenthein 1982 zum Ehrenbürger von Radenthein[3] erhob.
- Schon 1973 erhielt Filipot vom Bundespräsidenten das Goldene Ehrenzeichen für Verdienste um die Republik Österreich.[4]